# Grayson Waller
Pour les articles homonymes, voir Farrelly et Waller.
Matthew Farrelly (né le 21 mars 1990 à Sydney) est un catcheur (lutteur professionnel) australien. Il travaille actuellement à la World Wrestling Entertainment, dans la division SmackDown, sous le nom de Grayson Waller.

## Carrière de catcheur

### World Wrestling Entertainment (2021-...)

#### 205 LiveetNXT(2021-2023)
Le 13 mars, il signe officiellement avec la World Wrestling Entertainment. 
Le 4 juin à 205 Live, il fait ses débuts au show violet sous le nom de Grayson Waller, dispute son premier match et bat Sunil Singh.
Le 28 août à NXT, il fait ses débuts dans le show jaune, dispute son premier match aux côtés de Drake Maverick, mais ensemble, les deux catcheurs perdent face à Imperium (Fabian Aichner et Marcel Barthel). Le 23 novembre à NXT, il effectue un Heel Turn dès son entrée, puis perd face au champion de NXT, Tommaso Ciampa. Plus tard dans la soirée, il se bagarre avec LA Knight dans les coulisses. Le 5 décembre à NXT WarGames, l'équipe 2.0, dont il fait partie, bat celle de Black & Gold dans son tout premier Men's WarGames match. 
Le 2 avril 2022 à NXT Stand & Deliver, il ne remporte pas le titre Nord-Américain de NXT, battu par Cameron Grimes dans un Fatal 5-Way match qui inclut également Carmelo Hayes, Santos Escobar et Solo Sikoa.
Le 5 juillet à NXT: The Great American Bash, il ne remporte pas la ceinture, battu par Carmelo Hayes.
Le 10 décembre à NXT Deadline, il remporte le Men's Iron Survivor Challenge et devient aspirant no 1 au titre de NXT. 
Le 4 février 2023 à NXT Vengeance Day, il ne remporte pas la ceinture, battu par Bron Breakker dans un Steel Cage match.
Le 1er avril à NXT Stand & Deliver, il perd face à Johnny Gargano dans un Unsanctioned match.

#### SmackDown, champion par équipes avec Austin Theory (2023-...)
Le 1er mai lors du Raw Talk, il est annoncé être officiellement transféré à SmackDown.
Le 7 juillet à SmackDown, il dispute son premier match dans le show bleu, mais perd face à Edge. Le 5 août à SumemrSlam, il ne remporte pas la Slim Jam SummerSlam 25-Man Battle Royal, gagne par LA Knight. Le 1er septembre à SmackDown, il forme officiellement une alliance avec Austin Theory et ensemble, les deux hommes battent la LWO (Rey Mysterio et Santos Escobar).
Le 27 janvier 2024 au Royal Rumble, il entre dans son tout premier Men's Royal Rumble match en 3e position, mais se fait éliminer en premier par Carmelo Hayes.
Le 6 avril à WrestleMania XL, son partenaire et lui deviennent les nouveaux champions par équipes de SmackDown en battant The Judgment Day (Damian Priest et Finn Bálor) dans un 6-Pack Tag Team Ladder match qui inclut également The Awesome Truth (The Miz et R-Truth) qui remportent les titres par équipes de Raw, #DIY (Johnny Gargano et Tommaso Ciampa), The New Day (Kofi Kingston et Xavier Woods) et New Catch Republic (Pete Dunne et Tyler Bate). Ils remportent les titres pour la première fois de leurs carrières. Treize soirs plus tard à SmackDown, Nick Aldis et Triple H leur présentent les nouvelles ceintures: les WWE Tag Team Championships.
Le 5 juillet à SmackDown, ils ne conservent pas leurs ceintures, battus par #DIY dans un match revanche, ce qui met fin à un règne de 90 jours.

## Palmarès
- World Wrestling Entertainment
  - 1 fois Champion par équipes - avec Austin Theory

## Récompenses des magazines
- Pro Wrestling Illustrated

| Année | 2021 | 2022 | 2023       | 2024 |
| ----- | ---- | ---- | ---------- | ---- |
| Rang  | 439  | 323  | Non classé | 261  |

## Vie privée
En parallèle de sa carrière de catcheur et jusqu'à sa signature avec la WWE en 2021, Matthew Farrelly travaillait comme professeur d'histoire.